# Cerussiet
Het mineraal cerussiet is een lood(II)carbonaat met de chemische formule PbCO3.

## Eigenschappen
Het doorzichtig tot subdoorschijnend kleurloos, wit, grijs, blauw of groene cerussiet heeft een diamantglans, een witte streepkleur en de splijting van het mineraal is duidelijk volgens de kristalvlakken [110] en [021]. Het kristalstelsel is orthorombisch. Cerussiet heeft een gemiddelde dichtheid van 6,58, de hardheid is 3 tot 3,5 en het mineraal is niet radioactief. De dubbelbreking is 0,2730.

## Naam
De naam van het mineraal cerussiet is afgeleid van het Latijnse cerussa, dat "wit lood" betekent. Het mineraal wordt ook wel witte looderts of loodcarbonaat genoemd.

## Voorkomen
Cerussiet is een zeer algemeen mineraal, dat gevormd wordt in gebieden waar loodhoudende vloeistoffen kalksteen doorsnijden. De typelocatie is niet nader gedefinieerd, maar het mineraal wordt onder andere gevonden in Tsumeb in Namibië. Bij de Mijnzetel van Blieberg in oostelijk België zijn er kleine hoeveelheden gewonnen.